# Éric-Emmanuel Schmitt
Éric-Emmanuel Schmitt (Sainte-Foy-lès-Lyon, 28 de março de 1960) é um popular escritor e dramaturgo belga  (desde 2008) contemporâneo, de origem francesa. Suas obras foram traduzidas e encenadas em mais de 40 países. É considerado um dos 10 autores de língua francesa mais lidos. Entre os seus prémios contam-se o prestigiado Prémio Goncourt de romance e ainda o Grande Prémio de Teatro da Academia Francesa.

## Obra

### Romances
- 1994 - La Secte des égoïstes, "Prémio do primeiro romance" da Universidade de Artois
- 2000 - L'Évangile selon Pilate
- 2001 - La Part de l'autre
- 2002 - Guignol aux pieds des Alpes
- 2003 - Lorsque j'étais une œuvre d'art
- 2008 - Ulysse from Bagdad
- 2011 - La Femme au miroir
- 2013 - Les Perroquets de la place d'Arezzo
- 2014 - L'Élixir d'amour
- 2014 - Le Poison d´amour
- 2015 - La Nuit de feu

### Compilação de novelas
- 2006 - Odette Toulemonde et autres histoires
- 2007 - La Rêveuse d'Ostende
- 2010 - Concerto à la mémoire d'un ange, Prémio Goncourt da novela
- 2012 - Les Deux Messieurs de Bruxelles

### Ensaio
- 1997 - Diderot ou la philosophie de la séduction

### Ciclo do invisível
O "Ciclo do invisível" reúne varios romances e novelas:
- 1997 - Milarepa
- 2001 - Monsieur Ibrahim et les Fleurs du Coran (O Senhor Ibrahim e as Flores do Corão)
- 2002 - Oscar et la Dame rose (Óscar e a Senhora Cor-de-Rosa)
- 2004 - L'Enfant de Noé
- 2009 - Le Sumo qui ne pouvait pas grossir
- 2012 - Les Dix Enfants que madame Ming n'a jamais eus

### Ciclo "Le bruit qui pense"
- 2005 - Ma vie avec Mozart  (acompanhado de um CD com músicas de Wolfgang Amadeus Mozart)
- 2010 - Quand je pense que Beethoven est mort alors que tant de crétins vivent (acompanhado de um CD com músicas de Ludwig van Beethoven)